# Cicciano
Cicciano è un comune italiano di 12 305 abitanti della città metropolitana di Napoli in Campania.

## Geografia fisica
Cicciano è situato nell'area nolana a nord-est di Napoli, in una vasta area pianeggiante a est della Valle di Suessola e a sud della Valle Caudina, in una posizione baricentrica e ai confini con le province di Caserta, Benevento ed Avellino.

## Origini del nome
L'origine del toponimo Cicciano è da ricercarsi nella forma citianum o cittianum, riconducibile, secondo il Capolongo, al nome romano Citius o Cittius, trasformatosi successivamente in cicianum o ciccianum. Analoga origine va indicata per Curano (Curianum, Coriarium) e Cutignano (Cutinianum, Cutilianum).
I primi documenti che accennano ai nostri abitati risalgono:
- all'anno 703 o anno 748 per Fasulum o Cutinianum
- all'anno 950 per Cicianu
- all'anno 967 per Curanu.

Altre ipotesi sul toponimo. Secondo alcuni la denominazione è legata al nome del proprietario, Cipius oppure Caepius, Ceppius o Caecius più il suffisso -anus che indica proprietà. Secondo altri il nome deriva dal termine Circianum (cerchio), in riferimento al luogo dove si facevano i cerchi per le botti. Secondo la tradizione del paese il nome deriva dal termine dialettale "zizza" (seno), da cui "zizzano". Questa ipotesi è legata anche allo stemma del paese su cui è disegnato, per la negligenza di un amanuense (copista) che lo ricopiò su alcuni documenti ufficiali, una mano che accarezza un seno di donna. La tradizione ci racconta che questo disegnatore travisò il senso dell'antico stemma che invece rappresentava un pomo stretto in una mano, ad indicare la fertilità della terra.

## Storia
Nell'anno 80 a.C., il console romano Lucio Cornelio Silla conquistò Nola, confiscò i terreni circostanti e li assegnò in premio ai propri veterani. Seguì una diversa organizzazione dell'intero territorio con la suddivisione degli stessi terreni in lotti uguali (centuriazione). Lungo e intorno ai principali assi viari tracciati dai Romani si svilupparono successivamente quasi tutti gli insediamenti abitativi della piana nolana. Dapprima semplici casolari, poi casali, villaggi, e così via.
Per quanto riguarda Cicciano, i primi nuclei abitati furono almeno tre, distinti e separati tra loro:
- Cicciano in senso stretto;
- Curano;
- Cutignano.

Tracce della centuriazione romana sono ancora oggi riconoscibili nella parte più antica del paese. Si tratta di due limiti, orientati nord-sud, ugualmente distanti tra loro, costituiti da via Antonio De Luca e via Giacomo Matteotti, intersecati da altri, nel verso est-ovest, anch'essi ugualmente distanziati, costituiti da alcune traverse.
Del periodo romano restano due altorilievi, un monumento funerario, un sarcofago e pochi oggetti di argilla ritrovati all'interno di una tomba.
Il primo altorilievo è comunemente conosciuto come Pasquino. Rappresenta la figura di un uomo, senza gli arti inferiori e senza la testa, scolpita nel calcare. Per un lungo periodo è rimasto murato nello spigolo di un fabbricato privato ad angolo tra l'omonima via Pasquino e via Giacomo Matteotti.
Il secondo altorilievo è simile al primo, la figura è ritta in piedi e misura un metro e settanta. Forse gli altorilievi facevano parte di uno stesso monumento o edificio.
Il sarcofago è completo di un coperchio a doppio spiovente. Ha i quattro lati decorati. Sul primo lato lungo vi sono due grifi che sostengono una corona di foglie con all'interno una tabella circolare; sul secondo lato, due crani di bue che sostengono tre festoni incorniciati da bende; nel festone centrale vi è una tabella ansata mentre nei due festoni laterali la testa della Gorgone; i due lati corti sono simili con un tripode al centro, una faretra ed un arco ai piedi.
Il monumento funerario è di forma quadrata, è alto circa tre metri ed ha una copertura esterna a cupola. La tecnica di costruzione è l'opus incertum, un tipo di muratura costituita di pezzi irregolari di pietra a vista.
Domenico Capolongo nel suo libro Nola, l'Agro e Cicciano riporta notizie del ritrovamento di alcuni dolia in via Antonio De Luca, in via Olmo, in via Caserta e della scoperta di una piccola necropoli all'incrocio tra via Corpo di Cristo e via Bartolomeo De Stefano.

### La Commenda gerosolimitana
Questi piccoli centri restarono dei semplici “luoghi” per un lunghissimo tempo, almeno per tutto il primo millennio.
Verso la fine del XIII secolo nel Casale di Cicciano si stabilirono con una loro domus i Cavalieri dell'Ordine di San Giovanni di Gerusalemme.
L'insediamento diventò Commenda e Commenda Magistrale nel secolo successivo.
Nacque, così, il Castrum - il Castello o Casa-fortezza – residenza ufficiale dei Cavalieri, costruito nella località chiamata Lo Ponte.
Il termine Castrum deve essere inteso non come castello in senso stretto quanto piuttosto come uno spazio chiuso dotato di una forma di difesa. Infatti, il nostro Castro era uno spazio ben delimitato: un quadrilatero protetto da una cinta muraria e circondato da un fossato. Quando fu appianato, il fossato aveva una larghezza di circa otto metri. Se consideriamo l'intero perimetro del complesso (circa trecentotrenta metri), ricaviamo una superficie di oltre duemilacinquecento metri quadrati. Girolamo Branciforti, commendatore dal 1642 al 1686, pensò bene di sfruttare questa considerevole estensione facendovi piantare numerosi alberi da frutta.
Parallelamente al fossato, c'era una strada pubblica. Fossato e strada, poi, isolavano materialmente il Castro dalle abitazioni private che lo circondavano. Al Castello si accedeva da una sola porta grande, la ianua magna, posta sul lato sud e dopo aver superato un ponte levatoio. Lo spazio interno si presentava come un piccolo villaggio. Oltre al palazzo del Commendatore, vi erano la Chiesa di San Pietro Apostolo, il carcere civile e quello penale, un pozzo d'acqua sorgiva, un cortile grande e uno piccolo, diversi locali di deposito e di servizio, un discreto numero di abitazioni private.
La porta di accesso al Castro era difesa da un rivellino, una seconda costruzione in posizione avanzata rispetto al perimetro delle mura. Il rivellino occupava buona parte dell'attuale piazza Mazzini. Non ne conosciamo la forma. L'impianto poteva essere semicircolare, quadrato, rettangolare, pentagonale se non addirittura triangolare. I primi inventari dei beni della Commenda si limitano a riportare che il Castro aveva un rivellino davanti e non aggiungono altro. È solo con l'inventario dei beni del 1646 che abbiamo qualche particolare in più. In questo secolo, però, sembra che il rivellino abbia perso la sua originaria natura di opera difensiva e sia stato trasformato in un piccolo e ben curato giardino.
Negli anni successivi, il rivellino fu ulteriormente ingrandito e abbellito con aiuole fiorite e la costruzione di tre padiglioni. Aveva tre porte d'accesso. Per farlo meglio godere fu aperto, poi, un portone a rastello con un lungo viale prospettico, delimitato a sua volta da pilastri e statue.
Nel 1646, nella piazza antistante al Castro e a ridosso del rivellino, dal commendatore Branciforti venne fatta costruire una cisterna pubblica che veniva riempita con l'acqua del fiume di Avella.
Agli inizi del Cinquecento, il palazzo della Commenda era costituito dal palazzo vero e proprio e da una torre posta accanto alla porta d'accesso al Castello. Il palazzo si sviluppava al piano terra e al piano superiore: la torre aveva un piano in più e la sua sommità era raggiungibile attraverso una scala esterna. Al piano terra vi erano i locali di servizio. Al piano superiore vi erano due sale pubbliche e le camere private. Si entrava direttamente in quella che era chiamata la sala magna con la cimineria ovvero il salone di rappresentanza o delle feste. Seguiva l'altra sala pubblica detta la sala penta o la sala pintata, più piccola rispetto alla precedente.
Con il Branciforti tutto il complesso fu alquanto modificato con l'aggiunta di diversi altri locali sia per abitazioni che per servizi, compreso un cellaio capace di contenere quattrocento botti circa. Fu coperta la porta d'ingresso con un porticato a volte e su di esso furono costruite una seconda sala grande ed una camera.
Con Carlo Spinelli, commendatore dal 1686 al 1708, si parla per la prima volta di un piano superiore che si sviluppava a destra e a sinistra di una sala centrale. Si accenna anche a un passetto che comunicava con il coretto nella Chiesa di San Pietro e a un secondo torrione.
Il Commendatore esercitava sia il potere temporale che quello spirituale. Nominava il Capitano del Castro (più tardi chiamato Governatore) per l'amministrazione della giustizia e per le altre funzioni di polizia; sceglieva gli Amministratori locali tra quelli designati dal popolo; nominava il Vicario generale, l'Arciprete della Chiesa Madre e i Cappellani delle altre chiese. Il Capitano era affiancato da esperti in materie giuridiche (consultori). In caso di assenza veniva sostituito da un Luogotenente anch'esso nominato dal Commendatore.
L'abitato era raccolto attorno al castello, suddiviso in contrade o quartieri:
- La Morata, Casale Novo e Ponte Vecchio, immediatamente a ridosso del lato orientale del fossato;
- Li Vinti e Curano, ancora più ad est;
- Li Marenda e La Palmentella, a nord;
- Li Sappierti, La Plaza e Li Rosci, ad ovest.

La popolazione era organizzata in Universitas. Organi ufficiali dell'Università erano il Parlamento - ovvero l'assemblea popolare - e il Reggimento, formato dal sindaco e un numero variabile di eletti.
Sindaco ed Eletti esercitavano compiti di ordinaria amministrazione, duravano in carica un anno ed erano rieleggibili. Il Sindaco si faceva interprete dei bisogni dei cittadini e difendeva le loro ragioni davanti alle altre autorità. In questi ed in altri compiti era coadiuvato dagli Eletti. Il Sindaco aveva, poi, l'obbligo di rendere il conto della propria gestione. A tal proposito, il Parlamento nominava sei Deputati perché visionassero detto conto in conformità alle regole regie.
Il raduno del popolo era detto Parlamento perché presupponeva, per l'appunto, il parlare delle questioni poste all'ordine del giorno. Al Parlamento intervenivano, oltre agli Eletti, tutti i capifamiglia con esclusione delle donne e dei figli.
Il luogo della riunione era chiamato Sedile e variava a seconda della disponibilità o delle epoche: per un lungo tempo è stato il Largo delle Teglie (oggi è lo spazio con il monumento a Giuseppe Mazzini), sotto due alberi di tiglio; poi è stato il largo davanti alla corte del Castro. Il Sedile era quello che oggi è la sala consiliare.
I cittadini erano convocati dal Baglivo nonché Nunzio o Giurato il quale faceva il giro del paese dando l'annuncio ad alta voce in modo che potesse essere udito e compreso da tutti.
I convenuti votavano anch'essi ad alta voce in “eorum vulgari sermone”. Alla riunione del Parlamento presenziava il Capitano e il relativo verbale, contenente i nomi degli intervenuti, le proposte formulate e le decisioni prese, era redatto da un notaio che, per l'occasione, assumeva le funzioni di Cancelliere dell'Università.
La Commenda fu soppressa a seguito della legge di abolizione della feudalità del 2 agosto 1806. Pochi anni prima - nel 1792 - la Commenda aveva perso il potere spirituale in quanto il Re di Napoli, su ricorso degli stessi ciccianesi, aveva ordinato il passaggio dell'Arcipretura di Cicciano alla Diocesi di Nola.
Del periodo gerosolimitano restano poche epigrafi, le armi di alcuni Commendatori, diverse acquasantiere e un fonte battesimale.
A cura degli studiosi Domenico Capolongo e Luca De Riggi sono stati pubblicati gli Inventari dei beni redatti negli anni 1515, 1582, 1617, 1646, 1733 ed una Relazione sullo stato della Commenda del 1707, da cui sono state tratte le presenti note.

### Antiche feste e tradizioni
Come tutti gli altri paesi, anche Cicciano aveva le sue feste e le sue tradizioni. Alcune erano esclusivamente locali, nate da antiche usanze proprie del Castello e celebrate da tutta la Comunità con le dovute e consuete solennità.
Il 1º gennaio di ogni anno si svolgevano due cerimonie importanti: lo scambio dei doni con i rappresentanti della Città di Nola e dei Casali di Cimitile, San Paolo e Saviano, e la festa del ceppo ovvero la consegna di un grosso ceppo al Commendatore da parte del Baiulo.
Lo scambio dei doni con la Città di Nola era un'antichissima consuetudine a cui la comunità di Cicciano teneva moltissimo tanto è vero che, da parte del Commendatore, ci fu perfino un ricorso al Viceré del Regno quando, nell'anno 1572, i Nolani rifiutarono di rispettarla. La cerimonia si svolgeva nella sala magna del Castello. Apriva il corteo il Baiulo della Città di Nola con i donativi per il Commendatore: dolci, come il marzapane e la copeta, cedri, pepe e zafferano. Il Commendatore li accettava in nome proprio, a nome della Commenda che in quel momento rappresentava e in nome dei propri successori, quasi a ribadire il perpetuarsi del rito per gli anni a venire. Seguivano i Baiuli dei Casali di Cimitile, San Paolo e Saviano con i donativi per il Capitano, il Sindaco e il Baiulo della Commenda. A sua volta, l'Università di Cicciano, a mezzo del Sindaco, ricambiava donando agli ospiti ventuno carlini d'argento.
La consegna del ceppo al Commendatore avveniva alla presenza dell'intera Comunità che si riuniva appositamente per l'occasione. Il ceppo veniva sistemato nel camino che si trovava nella sala grande e qui veniva acceso secondo un rituale che si tramandava nel tempo.
Il primo del mese di maggio, la Comunità di Cicciano si dava appuntamento davanti al Castello per festeggiare il majo, l'albero di maggio, simbolo di fertilità, di procreazione e di rigenerazione della vita.

### Simboli
Lo stemma comunale è stato riconosciuto con decreto del capo del governo del 22 agosto 1941.
Il gonfalone, concesso con D.P.R. del 20 settembre 1977, è un drappo partito di rosso e di azzurro.

## Monumenti e luoghi d'interesse

### Architetture religiose

#### Chiesa di San Pietro
La Chiesa Madre, completamente riedificata nel 1646, dopo l'eruzione del Vesuvio del 1631, dal commendatore Girolamo Branciforti. L'evento eruttivo diede semplicemente il colpo di grazia, in quanto la chiesa, per le incurie del tempo, già si presentava diruta e cadente. I resti del primo edificio sono ancora oggi visibili. Sotto il secondo altare sul lato sud c'è una piccola cappella affrescata con un altro altare di fabbrica spoglio. Sulla parete frontale è dipinta una Madonna con Bambino e due santi in atto di pregare, uno dei quali è Sant'Antonio Abate. Con Giuseppe Maria Cicinelli, commendatore dal 1718 al 1771, fu costruita la seconda navata laterale, parallela alla prima ma più corta, tutta sul lato nord essendo quello sud addossato al palazzo della Commenda. L'apertura su corso Garibaldi è avvenuta nel 1948 ad opera dell'arciprete Don Francesco Rastelli. Il prospetto frontale fu completato nel 1958.

#### Chiesa dell'Immacolata Concezione
Originariamente dedicata a san Barbato, cambiò denominazione all'inizio del Seicento a seguito della collocazione di un quadro della Santissima Concezione sull'altare. Oggi sullo stesso altare vi è un altro quadro della Santissima Vergine Immacolata, opera del pittore Filippo Falciatore del 1763.

#### Chiesa del Corpo di Cristo
Costruita tra il 1582 e il 1617 nella località Li Rosci. A seguito della costruzione di questo edificio di culto, la località venne chiamata La strada del Corpo di Cristo.

#### Chiesa dell'Annunziata
Detta anche La Nunziatella, anch'essa costruita tra il 1582 e il 1617 nella località Li Marenda (l'odierna via Giacomo Matteotti). Nella chiesa si conservava una tavola dell'Annunciazione del 1594 del pittore Giovanni Antonio Ardito, oggi collocata nella Chiesa di San Pietro.

#### Chiesa di Sant'Anna
Eretta nel 1670 dal commendatore Girolamo Branciforti. Nella chiesa si esercitava la Congregazione dei Beati Morti, fondata dallo stesso Commendatore. Vi si conservava una tela raffigurante Sant'Anna e la Vergine del XVII secolo, di autore sconosciuto, oggi provvisoriamente collocata nella Chiesa di San Pietro.

#### Chiesa di San Giacomo
Costruita nel 1763 dal Patrizio di Ravello e Signore di Cutignano Antonio Fusco. Sull'altare maggiore vi è una tela del pittore Paolo de Majo del 1774 raffigurante l'Immacolata tra i Santi Giacomo e Giovanni Battista. Sugli altari laterali vi sono due tele: una Visione di Santa Francesca Romana, opera del pittore Giovan Battista Vela del 1778,  e La Sacra Famiglia, opera del pittore Paolo de Majo del 1771

#### Santuario della Madonna degli Angeli
Negli inventari dei Commendatori gerosolimitani, a partire da quello del 1515 e fino a quello del 1646, è sempre citata una chiesetta o cappella che sorgeva fuori del paese, nella località chiamata Sopra Fellino o Pedj Monte, conosciuta come Santa Maria Nova. Nella chiesetta vi era dipinta su muro l'immagine della Beatissima Vergine col suo bambino circondata da angeli. Era antichissima e al tempo della peste nel 1656 fu meta di pellegrinaggi da molti Paesi per chiedere grazie. La chiesa è stata dedicata alla Madre di Dio Regina degli Angeli -  Deiparae Angelorum Reginae - solamente nel 1661, a seguito della sua ricostruzione e ampliamento per interessamento del commendatore Girolamo Branciforti. Nel Santuario, oltre all'affresco della Madonna, si conserva anche un secondo affresco del 1770 raffigurante l'Arcangelo Michele opera del pittore Angelo Mozzillo.

#### Chiesa di Sant'Antonio Abate
Riedificata tra il 1707 e il 1733 sulle rovine di una primitiva Cappella, a sua volta eretta nel 1617-1618.

### Palazzo Vacchiano
Opera architettonica situata a poche centinaia di metri dal vecchio fossato appartenuta alla famiglia Vacchiano di cui negli ultimo decenni si ricordano illustri esponenti come Domenico Vacchiano, Arcivescovo Prelato di Pompei, già Vescovo di Cassano allo Ionio, Luigi Vacchiano, commerciante insignito dell'aquila d'oro della Camera di Commercio di Napoli ed uomo politico della comunità per alcuni decenni della metà del '900, e Vincenzo Vacchiano, uno dei primi medici laureati della comunità al servizio dei cittadini sino alla sua dipartita. Il palazzo presenta una apertura principale a forma di arco cui subito dopo, nella parte alta del soffitto, vi è rappresentato lo stemma familiare dei Vacchiano. Di carattere quasi barocco è contraddistinto da una cortina di accesso sovrastata tutto intorno da abitazioni con tetti alti e stanze inserite l'una dopo l'altra. Tuttora il palazzo Vacchiano è abitato da alcuni esponenti di detta famiglia che ne curano l'edificio.

## Società

### Evoluzione demografica
Abitanti censiti

## Cultura di massa
Il nome del paese è stato citato in una gag contenuta all'interno di una pubblicità, che ha per protagonisti i comici Luciana Littizzetto e Peppe Quintale.
"Cicciano" è anche il titolo della prima produzione musicale del duo "I San Gregorio Da Sassola".

## Infrastrutture e trasporti
Il comune è servito dall'omonima stazione, sulla linea Napoli - Nola - Baiano della ferrovia Circumvesuviana.

## Amministrazione
Di seguito è presentata una tabella relativa alle amministrazioni che si sono succedute in questo comune.
| Periodo          | Periodo          | Primo cittadino             | Partito                              | Carica              | Note  |
| ---------------- | ---------------- | --------------------------- | ------------------------------------ | ------------------- | ----- |
| 10 agosto 1985   | 10 maggio 1990   | Rosario Castoria            | Democrazia Cristiana                 | Sindaco             | [ 6 ] |
| 16 aprile 1990   | 5 giugno 1991    | Francesco Napolitano        | Democrazia Cristiana                 | Sindaco             | [ 6 ] |
| 5 giugno 1991    | 29 ottobre 1991  | Valente Eugeni              |                                      | Comm. pref.         | [ 6 ] |
| 29 ottobre 1991  | 22 novembre 1993 | Mario Napolitano            | Democrazia Cristiana                 | Sindaco             | [ 6 ] |
| 22 novembre 1993 | 14 giugno 1994   | Alberto Iacono              |                                      | Comm. straordinario | [ 6 ] |
| 14 giugno 1994   | 25 maggio 1998   | Rosario Castoria            | Partito Popolare Italiano            | Sindaco             | [ 6 ] |
| 25 maggio 1998   | 28 maggio 2002   | Rosario Castoria            | Cristiani Democratici Uniti          | Sindaco             | [ 6 ] |
| 28 maggio 2002   | 8 novembre 2006  | Giuseppe Domenico Caccavale | Casa delle Libertà - (FI-AN-CCD-CDU) | Sindaco             | [ 6 ] |
| 8 novembre 2006  | 29 maggio 2007   | Giovanna Via                |                                      | Comm. straordinario | [ 6 ] |
| 29 maggio 2007   | 14 agosto 2010   | Giuseppe Domenico Caccavale | Casa delle Libertà - (FI-AN-UDC)     | Sindaco             | [ 6 ] |
| 14 agosto 2010   | 17 maggio 2011   | Antonio Cilento             |                                      | Comm. straordinario | [ 6 ] |
| 17 maggio 2011   | 21 novembre 2012 | Raffaele Arvonio            | Lista civica (PD–SEL–IdV)            | Sindaco             | [ 6 ] |
| 21 novembre 2012 | 28 giugno 2013   | Anna De Luna                |                                      | Comm. straordinario | [ 6 ] |
| 28 maggio 2013   | 10 giugno 2018   | Raffaele Arvonio            | Lista civica (Partito Democratico)   | Sindaco             | [ 6 ] |
| 10 giugno 2018   | 15 maggio 2023   | Giovanni Corrado            | Lista civica (PD–AP-MDP)             | Sindaco             | [ 6 ] |
| 15 maggio 2023   | in carica        | Giuseppe Domenico Caccavale | Lista civica Oltre                   | Sindaco             | [ 6 ] |

## Sport

### Calcio
Hanno sede nel comune la società di calcio A.S.D. Cicciano Calcio, che ha disputato campionati dilettantistici regionali e provinciali , la società di CalcioA5 ,Cicciano U17 militante nel campionato provinciale Under 17 , ha una scuola calcio ed infine la società di Pallavolo A.S.D. Vittorio Alfieri, che è arrivata fino in B2 sotto la presidenza Manganiello.

### Atletica leggera
A Cicciano si corre una corsa su strada di 10 km, la "Maratonina di Cicciano", organizzata dalla Cicciano Marathon.